# Kepler-Gymnasium Ulm
Das Kepler-Gymnasium (früher "Kepler-Oberschule für Jungen") ist ein öffentliches Gymnasium in Ulm, Baden-Württemberg. Eine Besonderheit des Kepler-Gymnasiums stellt das Angebot eines Kunstprofils dar, das ab der 5. Klasse besucht werden kann.

## Ort
Das Kepler-Gymnasium befindet sich in der Ulmer Innenstadt gegenüber dem Landgericht. In unmittelbarer Umgebung, teilweise im selben Gebäude, befinden sich weitere Schulen, darunter das Humboldt-Gymnasium, die Ulrich-von-Ensingen-Gemeinschaftsschule und die Martin-Schaffner-Schule (GHS).

## Die Schule heute
Das Kepler-Gymnasium bietet derzeit drei verschiedene Profile an: Das mathematisch-naturwissenschaftliche Profil, das Sprachprofil sowie das Kunstprofil. Eine weitere Besonderheit sind die sog. Streicherklassen: In der 5. und 6. Klasse können die Schüler ein Streichinstrument erlernen, dafür wird die Anzahl der Musikstunden um eine Stunde erhöht.
Der Neubau der Schule mit der auffälligen Glasfassade wurde 2005 fertiggestellt. Er bietet vor allem neue Fachräume für den Bereich Biologie.

## Außerunterrichtliche Aktivitäten
Neben dem vielfältigen Unterrichtsangebot gibt es auch viele verschiedene Arbeitsgemeinschaften. Nennenswert sind hierbei vor allem die Schülerzeitung Kepler-Kessel sowie das musikalische Angebot. Die Schülerzeitschrift erscheint seit 1947 kontinuierlich jedes Jahr, meist kurz vor den Sommerferien. Ihren Namen hat sie vom gleichnamigen Messinstrument. An Weihnachten und im Sommer gibt es jeweils ein Konzert der Chöre des Kepler-Gymnasiums. Im Mai jeden Jahres findet ein Sinfoniekonzert des Sinfonieorchesters statt.
Unterstützend für das Kunstprofil findet jedes Jahr ein Kunstwettbewerb statt, bei dem jeder Schüler Werke einreichen kann. Die besten davon werden mit einem Preis geehrt und in der Ulmer Volkshochschule ausgestellt.
Ein weiterer, jedoch kleinerer Wettbewerb findet durch die Auswahl zum Kunstwerk des Monats statt, das auf der offiziellen Homepage der Schule veröffentlicht wird.

## Partnerschulen
Das Kepler-Gymnasium unterhält im Rahmen des Projektes „Donau“ regelmäßig Austauschprogramme mit Schule in Ungarn und Rumänien, die in Städten entlang der Donau liegen. Außerdem gibt es einen regelmäßigen Austausch mit Starachowice/Polen sowie Crozon/Frankreich. Über den Verein Wir helfen in Ukunda e. V. unterhält das Kepler-Gymnasium eine Partnerschaft mit der Mwakigwena Primary School in Ukunda, Kenia.

## Persönlichkeiten

### Lehrer
- Wolf-Dieter Hepach (1939–2018), Schulleiter und Historiker
- Rudolf W. Keck (1935–2023), Pädagoge
- Felix Messerschmid (1904–1981), Geschichts- und Musiklehrer
- Carl Pflüger (1905–1998), Kunstlehrer

### Schüler
- Nanna Heitmann (* 1994), Fotografin
- Michael Joukov (* 1981), Politiker
- Horst Kiesecker (1934–2020), Politiker
- Hans-Joachim Pflüger (1949–2022), Neurobiologe
- Otto Schaude (1944–2016), evangelischer Bischof
- Hans Alois Schieser (1931–2020), Pädagoge
- Hans Scholl (1918–1943)[3][4], Mitglied der Weißen Rose und Widerstandskämpfer gegen den Nationalsozialismus
- Herbert Werner (* 1941), Politiker
- Frank Michael Zeidler (* 1952), Maler